# Dieschitz
Dieschitz (Deščice) es una aldea austríaca en el municipio Velden am Wörthersee (Vrba), distrito Villach (Beljak) - zona rural, estado federal o Bundesland Carintia (alemán Kärnten, esloveno Koroška). En este artículo el topónimo esloveno sigue el topónimo alemán escrito en cursivo entre corchetes.

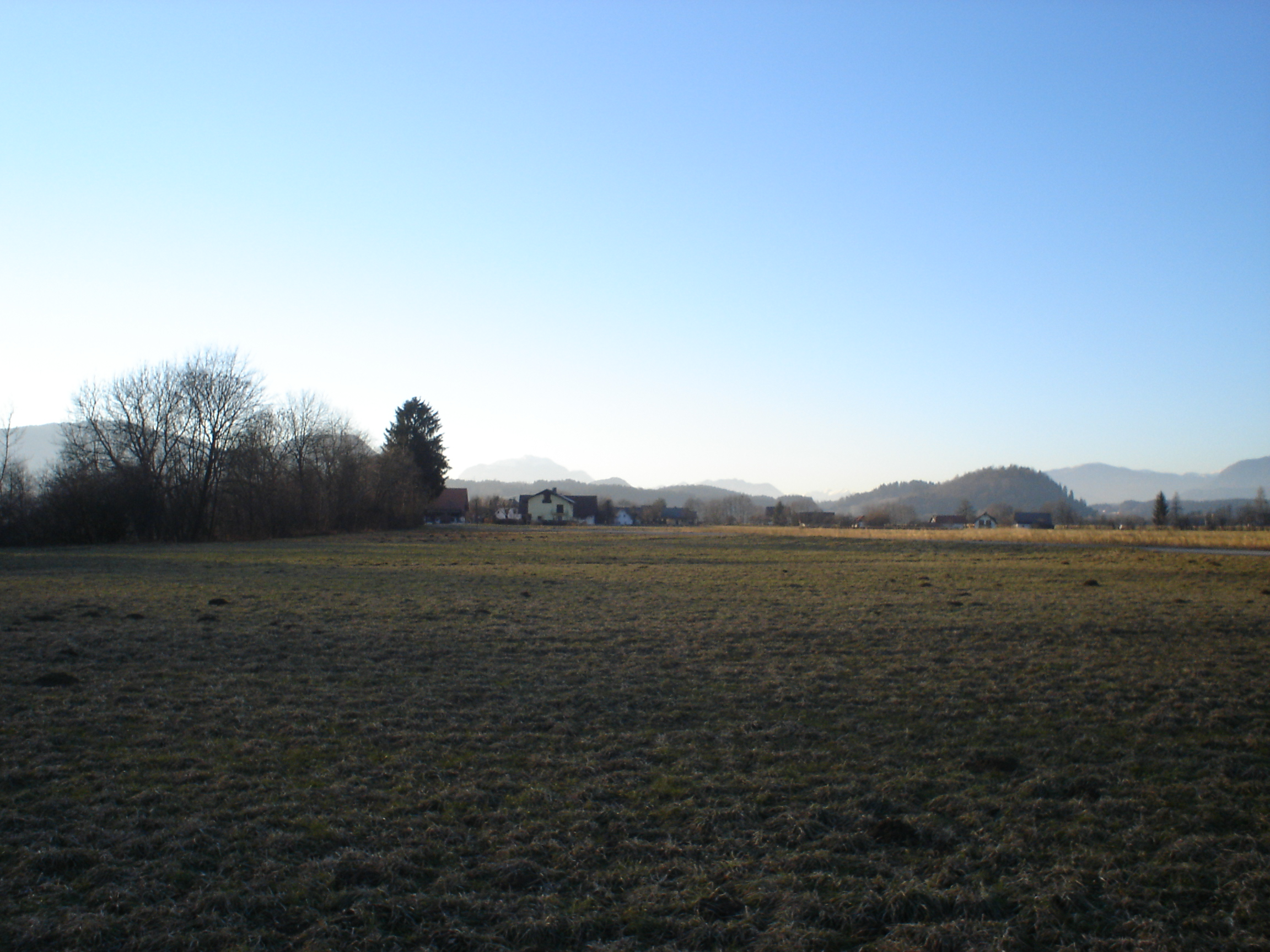
Unterdieschitz (Deščice).

## Geografía

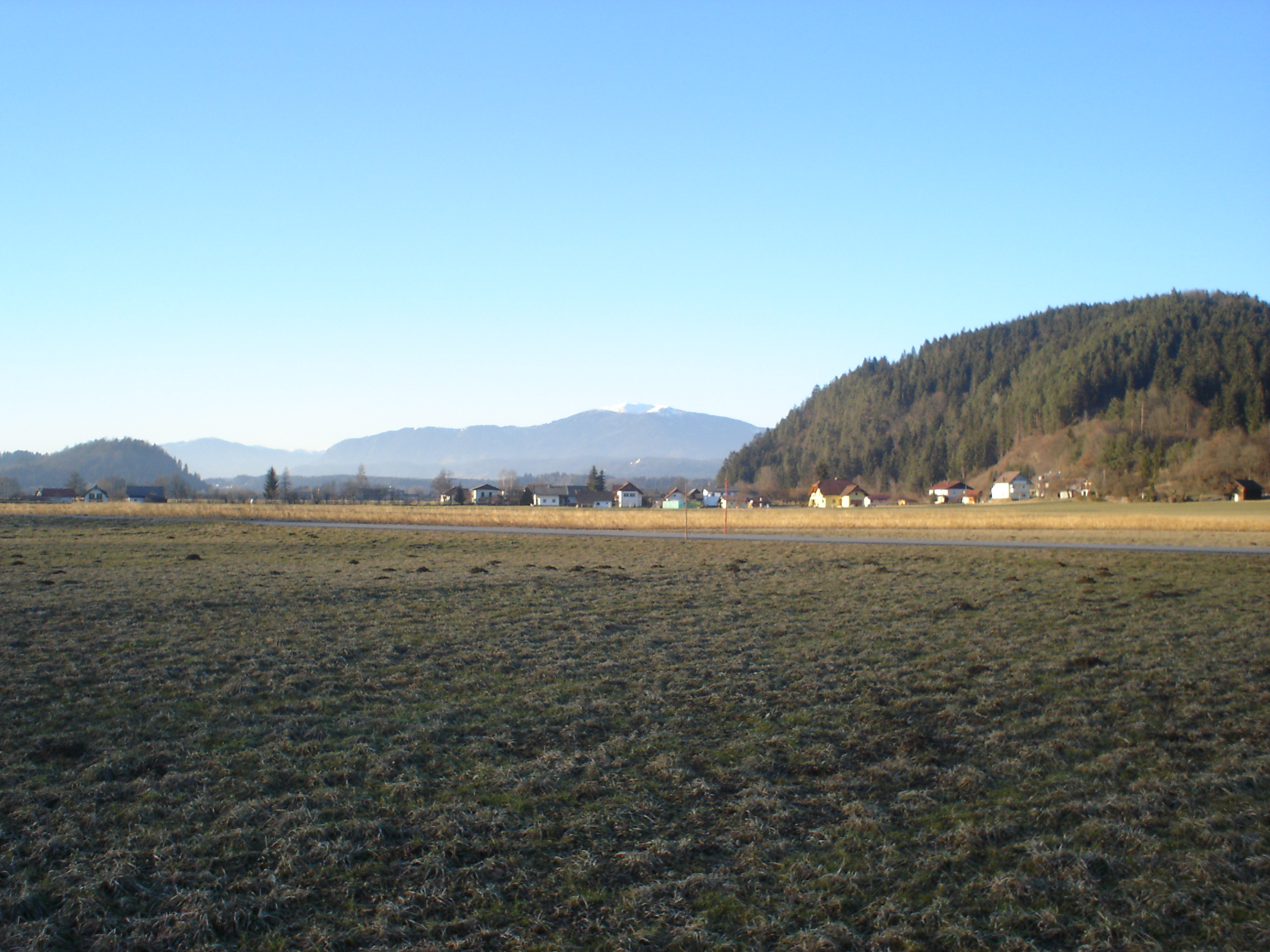
Oberdieschitz (Močile).

Dieschitz (Deščice) está situado aproximadamente 5 km al sur de Velden (Vrba) en la parte oriental del meandro de Rosegg (Rožek) del río Drau (Drava). Dieschitz (Deščice) tiene dos partes: Unterdieschitz = Dieschitz en el estricto sentido (Deščice) y Oberdieschitz (Močile).

## Población

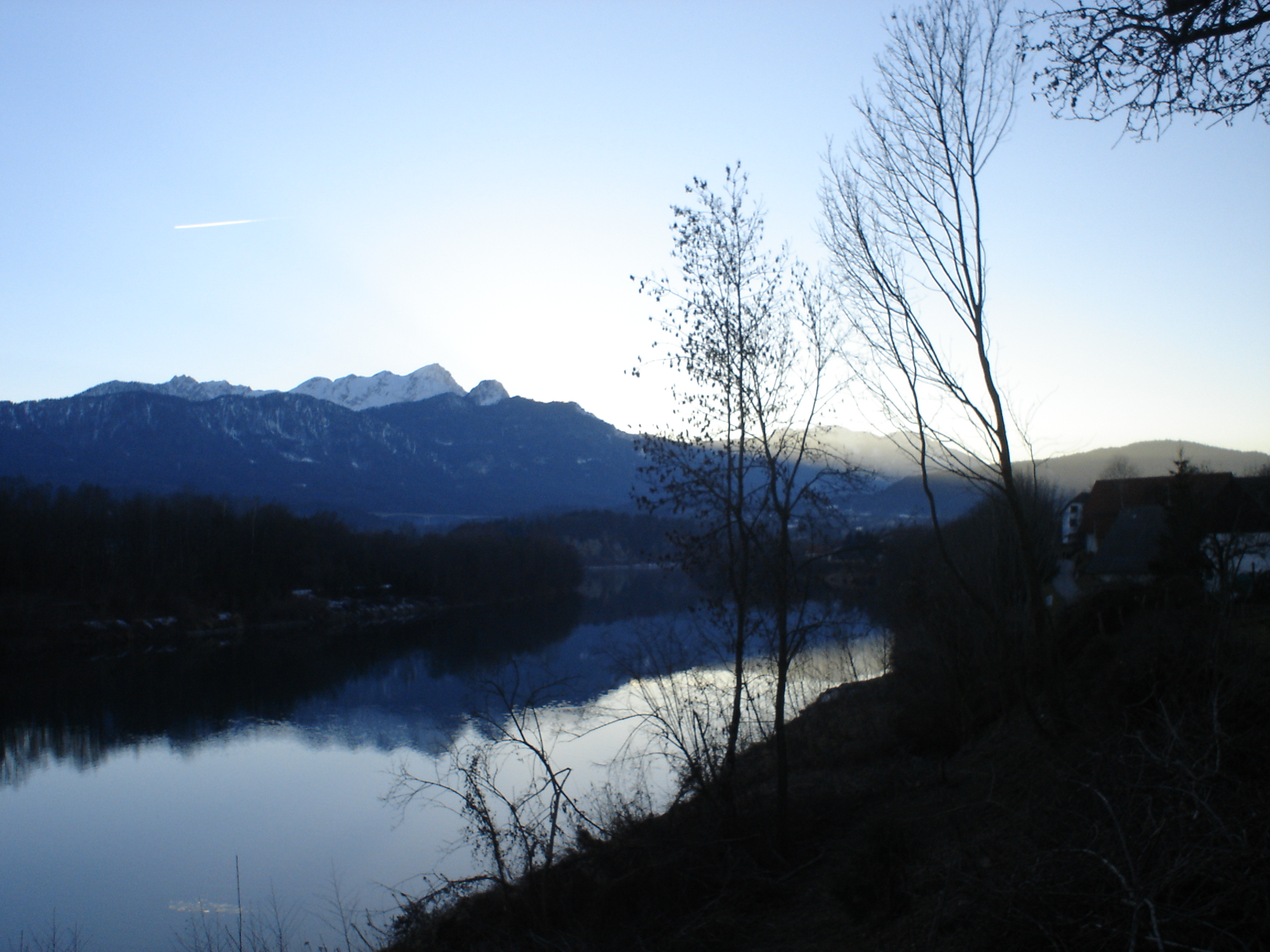
El río Drava (Drau) en Dieschitz.

Según el censo de 2001 Dieschitz (Deščice) tiene una población de 122 habitantes. Una parte de los habitantes (¿todavía?) es bilingüe. Censos del lenguaje coloquial dieron los siguientes números de eslovenohablantes (hay que fijarse en como los porcentajes fluctúan aunque no hubiera notable migración):

1951: 79,0%
1961: 53,1%
1971: 39,3%
1981: 16,8%
1991: 26,2%
2001: 15,4%

## Economía
La fonda y la fábrica de ladrillos fueron cerradas en los años cincuenta, la tienda en 1970 y la carpintería en 1995. Los habitantes, en pasado en su mayoría campesinos, tienen que viajar a su trabajo a Villach (Beljak) o Klagenfurt (Celovec), pocos encontraron un empleo en la cercanía en St. Egyden (Šentilj), Schiefling am See (Škofiče) or Velden (Vrba). Pensando en la manía de la privatización omnipresente hay que mencionar el abastecimiento del agua potable independiente de Velden (Vrba).

## Personajes célebres
- Anton Wornig, compositor
- Stanko Finžgar, brigadista internacional
- DI Dr. Ernest Gröblacher, director de la Cámara de Agricultura de Carintia
- Franz Richau, diputado del Bundesrat (cámara de representación de los estados federales de Austria)